# サイファーパンク
サイファーパンク (英: cypherpunk)とは、社会や政治を変化させる手段として強力な暗号技術の広範囲な利用を推進する活動家である。元々はサイファーパンクメーリングリストでの対話を通じて、非公式なグループが暗号技術の積極的な利用によるプライバシーとセキュリティの確保を狙ったものである。サイファーパンク達は1980年代の終わりから活発な運動に携わってきた。

## 歴史

### メーリングリスト前
1970年代までは暗号技術は主に軍や諜報機関で秘密裏に利用されていた。しかし70年代に2つの技術が公表され、機密から大衆の知るところとなる。1つは後に非常に広く使われたブロック暗号である「データ暗号化標準」(DES)の、アメリカ政府による公表である。もう1つはホイットフィールド・ディフィーとマーティン・ヘルマンによって初めて公開された公開鍵暗号に関する研究である。
サイファーパンクの観念に関する技術的な起源は、暗号学者であるデビッド・チャウムが論文“Security without Identification: Transaction Systems to Make Big Brother Obsolete” (1985)で述べた、匿名電子マネーや偽名における評判管理システムなどの分野に対する研究に遡る。
80年代の終わりにはそれらの観念は結合して1つの運動のようなものとなった。

### サイファーパンクメーリングリスト
1992年末、エリック・ヒューズ、ティモシー・C・メイ、およびジョン・ギルモアは、ギルモアの会社でありサンフランシスコ・ベイエリアにあるシグナスソリューションズに月例で集まる小さな集団を設立した。その集団は初期の会合においてジュード・ミルホンによりユーモアを込めて「サイファーパンク」と称された。その名は「サイファー(暗号)」と「サイバーパンク」に由来する。2006年11月、この単語はオックスフォード英語辞典に追加された。
メーリングリストは1992年に初まり、1994年までに700人が購読していた。全盛期には「サイファーパンク」は数学・暗号学・計算機科学に渡る技術的な議論、政治および哲学的議論、個人論争および攻撃など、そして多少のスパムによって非常に活発なメーリングリストとなった。ジョン・ギルモアは1996年12月1日から1999年3月1日までに1日あたり平均30通のメールがあり、それ以前はもっと多かったとメールにおいて報告している。1997年には購読者数は2000人に達したと推定された。
1997年初頭にジム・チョートとイゴル・チュードフは、中央集権化されたメーリングリストの構造では避けられない単一障害点を無くすために、ネットワーク非依存のメーリングリストノード群であるサイファーパンク分散リメーラーを配備した。全盛期にはサイファーパンク分散リメーラーは7つのノードを備えていた。2005年中頃にはal-qaeda.netが唯一残されたノードを運営していた。2013年中頃には短い中断の後、al-qaeda.netのメーリングリストソフトウェアはMajordomoからGNU Mailmanに変更され、その後ノードはcpunks.orgと改名された。サイファーパンク分散リメーラーの構造は今や失なわれたが、メーリングリストの管理者はこの機能を新しいメーリングリストソフトウェアに組み込む方法を探っていると2013年に表明している。
長い間サイファーパンクメーリングリストはメールボム送信者にとってポピュラーなツールであった。メールボム送信者は被害者にメーリングリストを購読させ被害者にメッセージの洪水が届くようにした(これはメールボム送信と呼ばれるようなテロリズムではなく普通はいたずらとして実施された)。この現象は購読に返信を必要とするシステムの採用をメーリングリスト管理者に促した。メーリングリストでは典型的には1日約200通のメッセージがあった。
ガープス・サイバーパンク強制捜査といった事件は非公式な個人でもプライバシーの保護を進める必要があるという考えに重要性を持たせた。メーリングリストには幅広い論点があり、意義無く完全に合意されていた物は1つとしてなかっただろう。しかし基本な姿勢としては明らかに個人のプライバシーや個人の自由を他より優先していた。

#### オンラインでのプライバシーに関する初期の議論
メーリングリストではプライバシー・政府による監視・企業による情報の操作・その他10年程度後まで広い議論の主な主題とならなかった関連する90年代初めの問題について議論していた。少なくとも一部のメーリングリスト参加者はそれらの問題に対して他のほとんどの人より急進的であった。 
メーリングリストにおける文脈について理解しようとするならば暗号技術の歴史を参照することになるだろう。90年代初めアメリカ政府は暗号ソフトウエアを輸出に際してはそれを「軍需品」とみなしており、知識とスキルはアメリカ市民に限られないため、「国家の安全保障」につながらない商用利用を妨げていた(PGPのソースコードはそういった規制を回避し、規制のくだらなさを示すため紙の本として出版された)。またアメリカ政府は暗号技術を無力化しようとしていた(例えばスキップジャックの採用と暗号鍵の提出を要請した)。さらにそれほど広く知られていなかったがすべての通信は政府機関によって記録されており(これは後にNSAとAT&Tのスキャンダルで判明することとなる)、メーリングリスト参加者に対しては自明なことと受け止められた。 
オリジナルのサイファーパンクメーリングリストと最初のスピンオフである「コーダーパンク」は当初ジョン・ギルモアのtoad.comにホストされていたが、管理者とのモデレーションに対する意見の食い違いから、「分散メーリングリスト」と呼ばれる互いにリンクする複数のサーバーに移行した。招待制であった「コーダーパンク」メーリングリストはしばらくの間存在した。「コーダーパンク」はより技術的な問題を扱い、公共政策に関してはあまり議論しなかった。今日ではオリジナルのサイファーパンクメーリングリストに系譜をたどれる複数のメーリングリストが存在する。「クリプトグラフィ」メーリングリスト(cryptography@metzdowd.com)・「ファイナンシャル・クリプトグラフィ」メーリングリスト(fc-announce@ifca.ai)・その他少数のクローズな(招待者専用の)メーリングリスト群などが存在する。
toad.comは購読を停止しなかった既存の購読者のリストで継続し、新しい分散メーリングリストにも転送されたが、分散メーリングリストからのメッセージはtoad.comには表示されなかった。メーリングリストが人気を失うにつれ互いにリンクした購読ノード数も減っていった。
ある意味では クリプトグラフィーメーリングリスト はサイファーパンクの後継として機能している。共通のメンバーを持ち、同じ議論を継続している。しかし、クリプトグラフィーメーリングリストはモデレートつきのリストであり、ずっとまじめで技術的である。Pretty Good Privacy・Linuxカーネルの/dev/random(実際のコードはそれから何度か完全に再実装されている)・匿名リメーラーといった今日使われている多くのシステムはサイファーパンクメーリングリストに起源を遡れる。2012年6月現在メーリングリストは活動していない。

## 主な方針
基本的な考え方はこの「サイファーパンク宣言」(エリック・ヒューズ, 1993)からの引用に表される。
サイファーパンクの一部は、主要なハイテク企業において非常に高い地位にいるか、かつていた者である。またある者は有名な研究者である(下記の#特筆すべきサイファーパンクを見よ)。しかしながら名前の「パンク」と言う部分はある種の姿勢を表している。
サイファーパンクに対するマスメディアにおける最初の議論は、1993年のスティーブン・レヴィによるWIREDの記事“Crypto Rebels (暗号反逆者)”である。
仮面をつけてこの号のWIRED誌の表紙を飾った3人の男は有名なサイファーパンクであるティム・メイ、エリック・ヒューズ、ジョン・ギルモアである。
後にレヴィは90年代における暗号戦争を詳細に扱った書籍Crypto: How the Code Rebels Beat the Government – Saving Privacy in the Digital Age,を執筆した。
「サイファーパンク」という言葉はやや曖昧である。ほとんどの文脈では暗号技術を社会を変え、社会に影響を与え、表現するための道具として推進する者を意味する。しかし前述のサイファーパンクメーリングリストの参加者を指す場合もある。2つの意味は明らかに重複しているが、決して同義語ではない。サイファーパンクという言葉に対してはっきりとした定義が与えられたことはない。
サイファーパンクの観念を示す文書としてティモシー・C・メイによる“クリプトアナーキスト宣言” (1992)と“サイファノミコン” (1994),の他、ヒューズによる“サイファーパンク宣言”がある。

### 通信におけるプライバシー
サイファーパンクにおける基本的な論点は通信におけるプライバシーとデータの保全である。ジョン・ギルモアは次のように述べている。
このような保証には強力な暗号技術が必要であり、サイファーパンクは、90年代終わりまで論点であった、暗号技術の利用や輸出を規制しようとする政策に基本的に反対している。
これは多くのサイファーパンクにとって中心的な論点であった。ほとんどの者は暗号技術を制限しようとする政府の試み、つまり輸出規制や鍵長の制限された暗号の推進や特に暗号鍵の提出に熱心に反対した。

### 匿名性と偽名性
匿名性や偽名性や評判に関する問題も広範囲にわたって議論された。
間違いなく、匿名による言論や出版は開かれた社会にとって極めて重要であり、本当の言論の自由に対する必須要件である。これはほとんどのサイファーパンクの立ち位置である。

### 検閲と監視
検閲と政府や警察による様々なものの監視の問題も広く議論された。一般的にサイファーパンクは両方に反対する。
特に電話での会話に対する暗号鍵を提出した暗号化(ほとんどの攻撃者に対して暗号的に安全であるが、政府の必要に応じて破ることができる)を目的としたアメリカ政府によるクリッパーチップ計画はメーリングリストの多くの参加者にとって嫌忌の的とされていた。この問題は強い反対を引き起こし、サイファーパンクへ多数の新入者をもたらした。メーリングリスト参加者であるマット・ブレイズは計画に深刻な欠陥を発見し、計画の終わりを早めた。
スティーブン・シアーは裁判所命令や国家安全保障書簡による機密規定に対抗するために令状カナリアを作成し、令状カナリアは民間企業で受け入れられつつある。

### 秘匿行為の秘匿
サイファーパンクの重要な議題のひとつは、圧制的な権力の存在下で暗号技術を使う方法に関するものであった。その結果サイファーパンクは暗号技術の利用そのものを隠したり、尋問者が機密情報を強制的に引き出したと信じさせたりするステガノグラフィの手法について議論し改善した。例えば“Rubberhose”は機密情報を分割し、「偽の秘密情報」と混ぜ合わせ、異なるパスワードを使ってそれぞれにアクセスできるようにするツールであった。パスワードを引き出した尋問者は確かに望む機密を解き明かしたと信じることになるが、実際には本当の情報は機密のままである。つまりその存在すら秘匿される。同様にサイファーパンクは圧政的な政府によって設置されたネットワーク監視システムに気づかれることなく暗号が使える条件についても議論した。

## 活動
サイファーパンク宣言に示されるように「サイファーパンクはコードを書く」。良い考えは議論されるだけでなく実装される必要があるという考えは、サイファーパンクメーリングリストの文化の多くを占める。
元のサイファーパンクメーリングリストをホストしていたジョン・ギルモアは次のように記述している。

### ソフトウェアプロジェクト
Mixmaster Remailerなどの匿名リメーラーはほとんど全てすべてサイファーパンクにより作成された。彼らが変わった数々のプロジェクトの中にはメールのプライバシーのためのPGP・ネット全体の日和見主義的暗号化のためのFreeS/WAN・匿名でのネットサーフィングのためのTorプロジェクトが含まれる。

### ハードウェア
1998年電子フロンティア財団はサイファーパンクメーリングリストの援助を受け、データ暗号化標準の鍵を数日で見付ける20万ドルの機械を構築し、政府による陰謀の疑惑を沸き起こした。詳細はCracking DESに詳しい。背景については CitizendiumのDESの記事 を参照せよ。
プロジェクトリーダーはジョン・ギルモアであり、プロジェクトの目的はDESが安全でないという問題を示す以上のものであった。多くのサイファーパンクが理解していたように、アメリカ政府はDESの安全性について長い間意図的な嘘をついていたため、このプロジェクトが必要であった。

### 専門家委員会
サイファーパンクはまた他の専門家と共に、暗号技術に関する報告書の作成に関わった。
そのような文書の1つはMinimal Key Lengths for Symmetric Ciphers to Provide Adequate Commercial Securityである。この報告書では75ビットが既存の暗号が安全であり実運用に足りる「最小の」ビット数であると提案した。当時、56ビットのデータ暗号化標準がアメリカ政府標準であり、いくつかの分野では利用を強制された。
その他の文書では政府計画に対して批判的に分析している。The Risks of Key Recovery, Key Escrow, and Trusted Third-Party Encryption,では暗号鍵を提出した暗号化の提案について評価している。Comments on the Carnivore System Technical ReviewではFBIによる電子メールの監視について精査している。
サイファーパンクは1996年の
暗号政策に関する全米研究評議会の報告書Cryptography's Role In Securing the Information Society (CRISIS)に対してかなりの意見を提供している。
この報告書は1993年にアメリカ連邦議会からの委託を受け、有能な人材からなる委員会によって国中の全ての利害関係にある当事者に対する広範囲に渡る聴取を経て作成された。この報告書では暗号に関するアメリカ政府の規制について漸進的に緩和するよう勧告している。他のこのような研究報告書と同様、この報告書の結論部は政策決定者によってほとんど無視された。後のサイファーパンク裁判に対する最終判決などの事件により、暗号化ソフトウェアに対する、憲法に違反した規制はより完全に緩和された。

### 裁判
サイファーパンクは主にアメリカ政府に対し、政府の活動が憲法に違反するとして何件かの裁判を起した。
フィル・カーンは1994年に暗号の輸出規制について国務省に訴えを起こした。国務省が規制を制定した後も、書籍Applied Cryptographyは合法的に輸出可能であったものの、書籍に印刷されたソースコードをそのまま収録したフロッピーディスクは法的には軍需品として扱われて輸出許可が必要であったが、その許可は下りなかった。
ダニエル・バーンスタインは電子フロンティア財団の支援を受けて輸出規制について訴えを起こし、暗号技術に関するソースコードの公開を妨げるのは言論の自由に関する憲法違反であると主張した。彼は勝訴し、輸出法を事実上撤回させた。詳細はバーンスタイン対アメリカ政府を参照せよ。
ピーター・ ユンガーも類似する領域で訴訟を起こし、勝訴した。
ジョン・ギルモアは二人のアメリカ司法長官(アシュクロフトおよびゴンザレス)を訴え、航空機に搭乗する際に身分を証明する文書の提出を必要とすることは憲法違反であると主張した。これらの訴訟は今日まで成功していない。

### 市民的不服従
サイファーパンクは市民的不服従を推奨しており、特にアメリカ政府による暗号輸出規制に対しての市民的不服従を推奨している。1996年まで暗号技術のソースコードは法的には軍需品であり、2000年までは輸出に許可を必要とした。
1995年、アダム・バックは公開鍵暗号のためのRSA暗号アルゴリズムのあるバージョンをPerlで3行で記述し、それを電子メールの署名ファイルとして使うよう提案した。
```
 #!/bin/perl -sp0777i<X+d*lMLa^*lN%0]dsXx++lMlN/dsM0<j]dsj
 $/=unpack('H*',$_);$_=`echo 16dio\U$k"SK$/SM$n\EsN0p[lN*1
 lK[d2%Sa2/d0$^Ixp"|dc`;s/\W//g;$_=pack('H*',/((..)*)$/)

```

ヴィンス・ケイトは招待された人はだれでも国際的武器密輸人となれるウェブページを立ち上げた。だれかがフォームをクリックするごとに輸出が規制された品目(元はPGPであり、後に前述のバックのプログラムとなった)がアメリカのサーバからアンギラのサーバにメールされた。これは多大な注目を集めた。また、自身の名前をこういった密輸人のリストに載せ、アメリカ大統領にメールして抗議を記録するオプションもあった。

### サイファーパンク・フィクション
ニール・スティーヴンスンによる小説クリプトノミコンにおいて、多くのキャラクターは“シークレット・アドマイラー”メーリングリストに所属している。これは明らかにサイパーパンクメーリングリストを元にしおてり、有名なサイファーパンクが数人謝辞で言及されている。あらすじの多くの部分はサイファーパンクの観念に関連している。主要なキャラクターは匿名による金銭取引ができるデータ・ヘイブンを設立しようとするし、本には多くの暗号技術が含まれている。しかし、作者によればこの本の題名は、似ているものの、サイファーパンクに関するオンラインFAQ文書であるサイファノミコンには基いていない。

### 影響
サイファーパンクによる成果は後にカナダの電子ウォレットMintChipやBitcoinの開発に利用された。サイファーパンクは数十年後にCryptoPartyに影響を与えた。例えばサイファーパンク宣言はCryptoPartyのWikiのヘッダに次の段落のように引用されているし、エリック・ヒューズはオランダのアムステルダムで2012年8月27日に開催されたCryptoPartyにて基調講演を担当した。

## 特筆すべきサイファーパンク
サイファーパンクメーリングリストにはコンピュータ産業における著名人が多く参加していた。ほとんどはメーリングリストの常連であったが、全員が自身を「サイファーパンク」と呼んでいたわけではない。

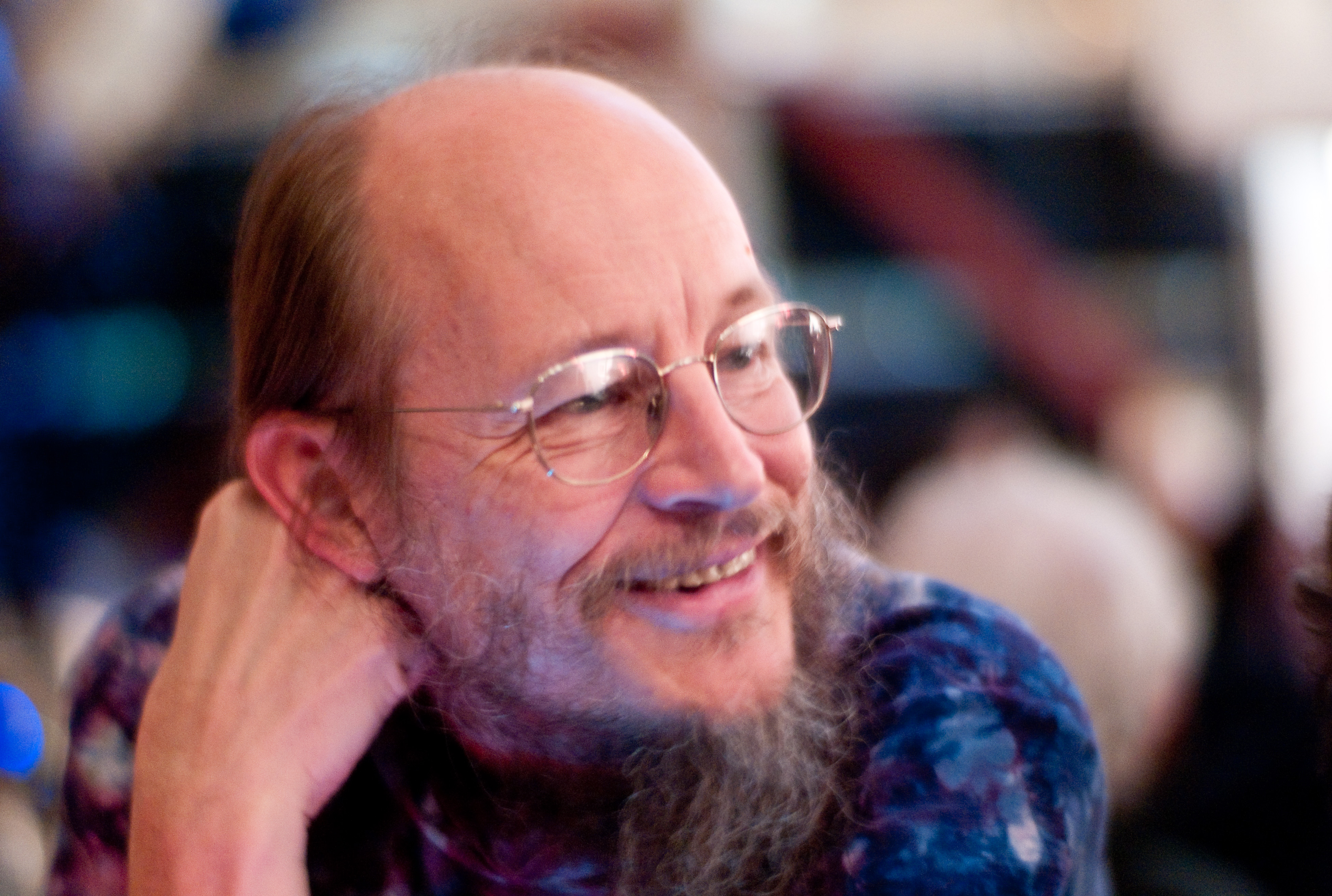
ジョン・ギルモアはサイファーパンクメーリングリスト・電子フロンティア財団・シグナスソリューションズの創業者の1人である。ギルモアはUsenetにおいてalt.*階層を作成し、またGNUプロジェクトへの主要な貢献者である。

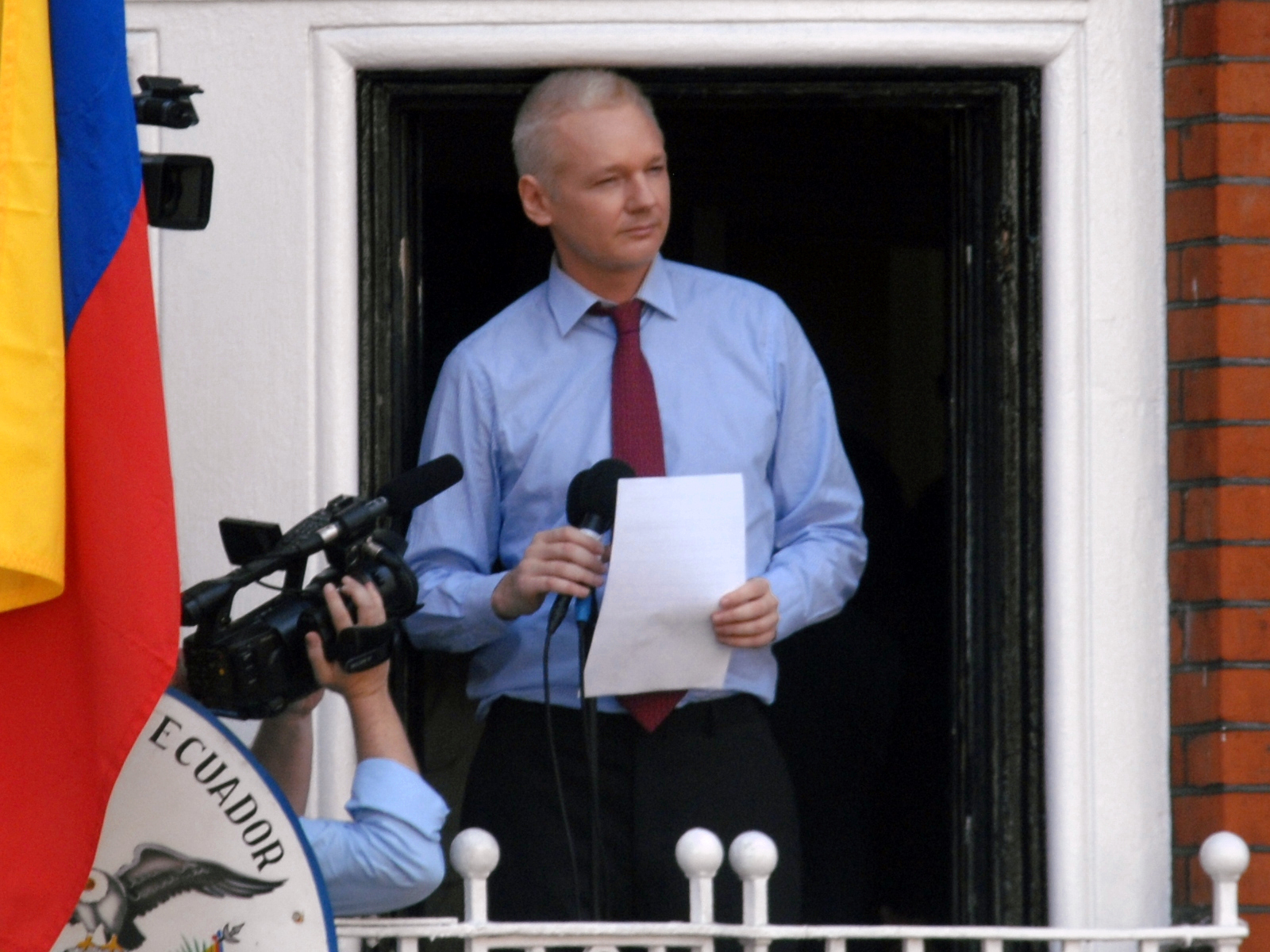
ジュリアン・アサンジはインターネットにおけるプライバシを確保するために暗号技術を使うよう推進した、有名なサイファーパンクである。

- ジェイコブ・アップルバウム（英語版）(Jacob Appelbaum): Torの開発者・政治活動家。
- ジュリアン・アサンジ(Julian Assange): ウィキリークスの設立者・拒絶可能暗号技術の発明者・ジャーナリスト・Undergroundの共著者・サイファーパンク インターネットの自由と未来の著者・国際破壊分子(International Subversives)のメンバー。アサンジはメーリングリストに1993年末か1994年初頭に参加したとされる[2]。
- アダム・バック(Adam Back): Hashcashの発明者でありNNTPベースのエターニティ・ネットワーク(検閲が難しい仮想ウェブ空間)の発明者である。
- ジム・ベル（英語版）: 論文Assassination Politicsの著者。
- スティーヴン・ベロヴィン（英語版）(Steven Bellovin): ベル研究所の研究者・後にコロンビア大学の教授。2012年アメリカ連邦取引委員会のチーフ・テクノロジスト。
- ブラック・ユニコーン(Black Unicorn)は常習的投稿者であり、資金洗浄について大量に投稿したことでグループとして度々告発された。
- マット・ブレイズ(Matt Blaze): ベル研究所の研究者・後にペンシルバニア大学の教授。クリッパーチップの脆弱性を発見した。
- エリック・ブロッサム（英語版）(Eric Blossom): 暗号学的に安全な携帯電話Stariumのデザイナ・GNU Radioプロジェクトの設立者。
- ジョン・カラス（英語版）(Jon Callas): OpenPGP規格の技術リーダーであり、PGP  CorporationのCTO。フィリップ・ジマーマンと共同でのSilent Circleの創始者。
- ブラム・コーエン(Bram Cohen): BitTorrentの開発者。
- ランス・コットレル(Lance Cottrell): Mixmaster Remailerのオリジナルの作者・Anonymizer Inc.の設立者。
- マット・カーティン(Matt Curtin): インターハック・コーポレーションの創業者・オハイオ州立大学オープンソースクラブ の最初の顧問[37]。
- ヒュー・ダニエル(Hugh Daniel。故人): 元サン・マイクロシステムズ従業員・FreeS/WANプロジェクト(初期の重要なフリーのIPsec実装)のマネージャー。
- デイヴ・デル・トルト (Dave Del Torto): PGPv3のボランティア・PGP Incの創業時の従業員・長期間に渡りサイファーパンクの物理ミーティングのオーガナイザー・RFC3156 (PGP/MIME)標準の共著者・IETF OpenPGPワーキンググループおよび人権非営利団体クリプトライツ財団(CryptoRights Foundation)の共同設立者・HighFireプロジェクト(“Human rights Firewall”、分散通信プラットフォーム)の指導者。
- ハル・フィニー(Hal Finney): 暗号学者・PGP 2.0およびコア暗号ライブラリの後のバージョンの主な作者・RPOW(計算機リソースを提供したという証拠を貨幣のように交換可能な価値を持ったトークンとして流通させる仕組み)の設計者。
- ランディ・フレンチ(Randy French、サンディー・サンドフォート(Sandy Sandfort)の偽名): サイファーパンクポルノ映画Cryptic Seductionのプロデューサー[38]。
- マイケル・フルームキン(Michael Froomkin)*: マイアミ大学ロースクールの特別教授[39]。
- ジョン・ギルモア(John Gilmore)*: サン・マイクロシステムズの5人目の従業員・サイファーパンクおよび電子フロンティア財団の共同設立者・FreeS/WANのプロジェクトリーダー。
- マイク・ゴドウィン(Mike Godwin): 電子フロンティア財団弁護士・電子権利の推進者。
- イアン・ゴールドバーグ(Ian Goldberg)*: ウォータールー大学の教授・Off-the-Record Messagingプロトコルの設計者。
- ロップ・ゴングライプ(Rop Gonggrijp): XS4ALLの創業者, クリプトフォン(Cryptophone)の共同製作者。
- ピーター・グートマン(Peter Gutmann): ニュージーランドにあるオークランド大学の研究者。
- シーン・ヘイスティングス(Sean Hastings): 世界初のデータ・ヘイブンであるヘイブンコーの創業者兼CEOであり、書籍God Wants You Deadの共著者。
- マーク・ホロビッツ(Marc Horowitz): 最初のPGP公開鍵サーバの作者。
- ティム・J・ハドソン(Tim J. Hudson): OpenSSLの前身であるSSLeayの共同作者。
- エリック・ヒューズ(Eric Hughes): サイファーパンクの設立時の会員・サイファーパンク宣言の著者。
- ピーター・ ユンガー(Peter Junger。故人): ケース・ウェスタン・リザーブ大学の法学の教授。暗号ソフトウェアの輸出規制に関してアメリカ政府を訴え勝訴した。
- フィル・カーン(Phil Karn): ベル研究所の研究者・後にクアルコムに所属。暗号ソフトウェアの輸出規制に関してアメリカ政府を訴え勝訴した。
- ポール・コッハー(Paul Kocher): Cryptography Research, Inc.社長・SSL 3.0プロトコルの共同作者。
- ライアン・ラッキー(Ryan Lackey): 世界初のデータ・ヘイブンであるヘイブンコーの共同創業者。
- ブライアン・ラマッキア(Brian LaMacchia): XKMS(XML Key Management Specification。XML SignatureやXML Encryptionのために公開鍵の配布や登録をするためのプロトコル)の設計者・マイクロソフトリサーチにおける研究リーダー。
- ウェルナー・コッホ(Werner Koch): GNU Privacy Guardの作者。
- アイザック・ジョンソン(Isak Johnsson): ワームであるスタックスネットで使われたステレス技術の製作者・ウイルス作者
- ベン・ローリー(Ben Laurie): ホスティング会社The Bunkerの創業者・OpenSSLのコアチームメンバー・グーグルの技術者。
- モキシ・マーリンスパイク(Moxie Marlinspike): Android用プライバシーおよびセキュリティソフトウェア製作会社ウィスパーシステムズの共同創業者・SSL認証システムConvergenceの作者。
- ティモシー・C・メイ(Timothy C. May): 元インテルのアシスタントチーフサイエンティスト・クリプトアナーキスト宣言およびサイファノミコンの著者・サイファーパンクメーリングリストの設立メンバー。
- ジム・マッコイ(Jim McCoy): 分散コンテンツ配信システムMojo Nationの製作者。
- デクラン・マクロウ(Declan McCullagh): セキュリティとプライバシー関連専門のジャーナリスト。
- ジュード・ミルホン(Jude Milhon。故人。“聖ユダ”としても知られる): サイファーパンクメーリングリストの設立メンバー・グループの命名者として知られる・雑誌Mondo 2000の共同創刊者。
- ネイサン・M・ノートン(Nathan. M. Norton): アーカンソー大学の法学の非常勤教授・NIIACのメンバー。
- サミー・パレク(Sameer Parekh): SSLサーバで知られるC2Netの元CEOであり、人権非営利団体クリプトライツ財団(CryptoRights Foundation)の共同設立者。
- ヴィプル・ヴェド・プラカーシュ(Vipul Ved Prakash): インターネットサービスプロバイダSense/Netの共同創業者・スパムフィルタVipul's Razorの作者・アンチスパム技術会社クラウドマークの創業者。
- レン・ササマン (Len Sassaman。故人): Mixmaster Remailerのメンテナ・ルーヴェン・カトリック大学の研究者・バイオパンク。
- ビル・スキャンネル(Bill Scannell): DEF CON (DC11)の発表者・シーランド公国関係者・MoJo Nation関係者。
- スティーブン・シアー(Steve Schear): 令状カナリアおよびeCacheの発明者・国際金融暗号学者協会 (the International Financial Cryptographer's Association)[40]およびGNURadioの設立メンバー・データキュリティ企業サイリンクの元無線製品およびスマートカードのディレクタ・ネットワークセキュリティ会社カウンターペインのチームメンバー・MoJo Nationのディレクタ。
- ブルース・シュナイアー(Bruce Schneier)*: 有名なセキュリティ作家・ネットワークセキュリティ会社カウンターペインの創業者。
- ビル・スチュアート(Bill Stewart): サイファーパンク物理ミーティングのオーガナイザ・AT&T研究所の研究者。
- ジョン・ヤング（英語版）(John Young): ウェブサイトCryptomeを開始した。
- ピーター・ウェイナー(Peter Wayner): 書籍Translucent Databasesの著者。
- バリー・ヴェルス(Barry Wels): バンビングの発見者[要出典]・クリプトフォンの共同製作者。
- デボラ・ナチオス(Deborah Natsios): プライバシーなどに関するデジタル図書館Cryptomeの共同設立者・Cartome(地理的文書を保存するCryptomeのサブサイト)の製作者。
- ズーコ・ウィルコックス・オハーン(Zooko Wilcox-O'Hearn): DigiCashとMojo Nationの開発者・Tahoe-LAFSの共同設計者。
- エリック・A・ヤング(Eric A. Young): OpenSSLの前身であるSSLeayの共同作者・256ビットSSLの概念実証の発明者。
- フィル・ジマーマン(Philip Zimmermann): PGP v1.0 (1991)のオリジナルの製作者・PGP Inc (1996)の共同創業者。ジョン・カラスと共同でのSilent Circleの創始者。

*はステファンがクリプトノミコンの謝辞で言及した者を示す。